# Cmentarz żydowski w Bolesławcu (województwo dolnośląskie)
Cmentarz żydowski w Bolesławcu – kirkut, który został założony w 1817 roku u zbiegu obecnych ulic Podgórnej i Jeleniogórskiej. W 1870 roku postawiono na nim dom przedpogrzebowy. W latach 30. XX wieku cmentarz został zdewastowany przez nazistów, całkowitemu zniszczeniu uległ jednak w okresie PRL. 
Cmentarz przetrwał do 1963 roku. Wówczas to przystąpiono do likwidacji nekropolii. Wiadomo, że na powierzchni 820 m kw. znajdowało się wówczas 128 grobów. Proces likwidacji zakończono w 1965 roku. Ostatnie macewy przeniesiono na początku lat 70. XX wieku na miejscowy cmentarz komunalny.